# Communauté de communes Bugey-Arène-Furans
La communauté de communes Bugey-Arène-Furans est une ancienne communauté de communes située dans le département de l'Ain et regroupant 8 communes. 

## Historique
- 31 décembre 2013 : dissolution et fusion dans la communauté de communes Bugey Sud
- 8 février 2007 : Modification des compétences
- 30 juin 2005 : Transfert d'une compétence et modification du siège et du poste comptable
- 12 mars 2004 : Compétence recensement de la population
- 30 janvier 2002 : Modification des compétences voir statuts
- 26 décembre 2001 : Est prononcée la transformation du district en communauté de communes
- 28 décembre 1994 : Création

## Composition
Lors de sa dissolution, elle était composée des communes suivantes :
| Nom                     | Code Insee | Gentilé          | Superficie (km2) | Population (dernière pop. légale) | Densité (hab./km2) |
| ----------------------- | ---------- | ---------------- | ---------------- | --------------------------------- | ------------------ |
| Virieu-le-Grand (siège) | 01452      | Viriolans        | 12,55            | 1 075 (2014)                      | 86                 |
| Armix                   | 01019      | Armixois         | 6,82             | 23 (2014)                         | 3,4                |
| La Burbanche            | 01066      | Burbanchois      | 10,82            | 71 (2014)                         | 6,6                |
| Cheignieu-la-Balme      | 01100      | Cheignieulats    | 6,26             | 139 (2014)                        | 22                 |
| Cuzieu                  | 01141      | Cuzieutaires     | 4,87             | 415 (2014)                        | 85                 |
| Pugieu                  | 01316      | Pugiolans        | 4,85             | 160 (2014)                        | 33                 |
| Rossillon               | 01329      | Rossillonnais    | 8,07             | 146 (2014)                        | 18                 |
| Saint-Martin-de-Bavel   | 01372      | Saint-Martenants | 8,50             | 431 (2014)                        | 51                 |

## Compétences
- Assainissement collectif
- Protection et mise en valeur de l'environnement
- Action sociale
- Création, aménagement, entretien et gestion de zone d'activités industrielle, commerciale, tertiaire, artisanale ou touristique
- Action de développement économique (Soutien des activités industrielles, commerciales ou de l'emploi, soutien des activités agricoles et forestières...)
- Tourisme
- Schéma de cohérence territoriale (SCOT)
- Aménagement rural
- Opération programmée d'amélioration de l'habitat (OPAH)
- Préparation et réalisation des enquêtes de recensement de la population
- Autres

## Pour approfondir